# Leonardo La Torre
Leonardo La Torre (Aosta, 6 aprile 1957) è un politico italiano.

## Biografia
Nato ad Aosta nel 1957, ha ricoperto numerosi incarichi amministrativi nel capoluogo e fu sindaco di Aosta dal 1989 al 1992 con il Partito Socialista Italiano. Nel 1998 venne eletto al Consiglio regionale della Valle d'Aosta, rimanendovi per quattro legislature (1998-2003, 2003-08, 2008-13, 2013-17). Dal 22 febbraio 2006 al 30 giugno 2008 ricoprì l'incarico di assessore regionale alle attività produttive e politiche del lavoro.